# Großer Preis von Australien 1995
Der Große Preis von Australien 1995 (offiziell LX EDS Australian Grand Prix) fand am 12. November auf dem Adelaide Street Circuit in Adelaide statt und war das 17. und letzte Rennen der Formel-1-Weltmeisterschaft 1995.

## Berichte

### Hintergrund
Nach dem Großen Preis des Pazifiks stand Michael Schumacher als Weltmeister fest. Nach dem Großen Preis von Japan führte er in der Fahrerwertung mit 43 Punkten vor Damon Hill und mit 53 Punkten vor David Coulthard. In der Konstrukteurswertung führte Benetton-Renault seit dem Großen Preis des Pazifiks uneinholbar mit 35 Punkten vor Williams-Renault und mit 64 Punkten vor Ferrari.
Letztmals fand ein Rennen in Australien in Adelaide statt. Ab 1996 wurde die Veranstaltung nach Melbourne verlegt.
Dies sollte der letzte Grand Prix für Mark Blundell, Bertrand Gachot, Roberto Moreno, Taki Inoue und Karl Wendlinger sein. Außerdem trat Pacific Racing letztmals zu einem Formel-1-Rennen an, da das Team im folgenden Jahr zur Formel 3000 zurückkehrte.
Vor dem Rennwochenende gab es einen Fahrerwechsel: Bei Ligier wurde Aguri Suzuki wieder durch Martin Brundle ersetzt.
Es war Schumachers letztes Rennen mit dem Benetton-Team, bevor er für die Saison 1996 zu Ferrari wechselte.
Dies war auch das letzte Rennen für einen V12-Motor. Nur Ferrari verwendete diese Konfiguration noch weiter, wechselte jedoch 1996 zu einem kraftstoffeffizienteren V10-Motor.
Mit Gerhard Berger (zweimal) trat ein ehemaliger Sieger zu diesem Grand Prix an.

### Training
Vor dem Rennen fanden zwei Trainingseinheiten statt: Die erste am Freitagmorgen und die zweite am Samstagmorgen.
Das erste freie Training am Freitagmorgen gewann Hill mit einer Zeit von 1:15,396 Minuten vor den beiden Ferrari Jean Alesi und Berger.
Im zweiten freien Training am Samstagmorgen war Hill erneut der Schnellste. Coulthard und Alesi folgten auf dem Plätzen 2 und 3.

### Qualifying
Das Qualifying fand in zwei Abschnitten statt, die jeweils beste Zeit entschied über die Startposition.
Die Williams-Autos dominierten das Qualifying, mit Hill auf der Pole-Position und Coulthard an seiner Seite. Schumacher wurde in seinem Benetton Dritter, die Ferrari-Piloten Vierter und Fünfter, Berger vor Alesi. Heinz-Harald Frentzen komplettierte in seinem Sauber die Top Sechs.
Im Qualifying am Freitagnachmittag erlitt Mika Häkkinen in seinem McLaren auf dem Weg in Richtung Brewery Bend einen Reifenschaden hinten links. Dies führte dazu, dass er die Kontrolle verlor, in die Luft schwebte und mit knapp 200 km/h heftig gegen einen Reifenstapel prallte. Durch den Aufprall prallte sein Helm gegen das Lenkrad und brach ihm den Schädel. Innerhalb von Sekunden wurde er von zwei an der Ecke stationierten Ärzten behandelt, die feststellten, dass Häkkinen nicht ansprechbar war und die Atemwege blockiert waren. Häkkinen sagte später, dass er unmittelbar nach dem Aufprall wusste, was passiert war, anschließend aber das Bewusstsein verlor. Da die Ärzte keine Atemwege herstellen konnten, führten sie einen Luftröhrenschnitt durch, bevor sie ihn in das nahegelegene Royal Adelaide Hospital brachten. Für Häkkinen begann danach eine lange Phase der Rehabilitation, zum Saisonauftakt 1996 bei Großen Preis von Australien kehrte er ins Cockpit zurück.

### Warm-Up
Die Fahrer gingen am Sonntagmorgen zu einer 30-minütigen Aufwärmsitzung auf die Strecke. Hill war mit einer Zeit von 1:16,875 Minuten der Schnellste vor Coulthard und Schumacher.

### Rennen
In einem Rennen der Zermürbung schieden alle Spitzenautos aus, bis auf den auf der Pole-Position stehenden Williams-Renault von Hill. Ligier-Mugen-Honda-Fahrer Olivier Panis wurde Zweiter, während Gianni Morbidelli mit dem dritten Platz in einem Footwork-Hart sein bestes Formel-1-Ergebnis erzielte. Von den 23 gestarteten Fahrern kamen nur acht ins Ziel, die niedrigste Zahl in der Saison 1995. Dies war das letzte Rennen, bei dem am Start das Ampelsystem mit farbigen Lichtern (rot und grün) eingesetzt wurde (System, das seit dem Großen Preis von Großbritannien 1975 verwendet wurde).
Hill verlor die Führung zu Beginn an Coulthard. Auch Schumacher verlor zu Beginn an Boden, Berger rückte auf den dritten und Alesi auf den vierten Platz vor. Schumacher kämpfte sich wieder auf den dritten Platz vor und überholte Alesi in der ersten Runde, bevor er einige Runden später Berger überholte. Coulthard behielt die Führung bis zur ersten Runde der Boxenstopps. Allerdings kam er zu schnell in die Boxengasse, blockierte seine Vorderreifen und fuhr in die Boxenmauer. Er musste das Rennen aufgeben. Ein paar Runden später hatte sich Moreno im Forti gedreht und seine Aufhängung an derselben Stelle, an die Coulthard zuvor fuhr, beschädigt.
Nach der ersten Runde der Boxenstopps kam es zu einer Kollision zwischen Schumacher und Alesi, beide schieden aus. Berger wurde auf den zweiten Platz befördert, aber sein Ferrari hatte ein Motorproblem und musste aufgeben. Dadurch rückte Frentzen auf den zweiten Platz vor, doch auch er schied aufgrund eines Getriebeproblems aus. Da viele der Top Teams nun draußen waren, lag Hill trotz eines verpatzten Boxenstopps von 22 Sekunden an der Spitze, gefolgt von Johnny Herbert als Zweiter. Jordan-Fahrer Eddie Irvine komplettierte die Top Drei, bevor er nach einem Verlust seines gesamten pneumatischen Drucks aufgab. Herbert war immer noch Zweiter und es schien so, dass er sich den dritten Platz in der Fahrerwertung sichern würde. Allerdings musste er das Rennen aufgeben, da sein Benetton einen Antriebswellenschaden erlitt. Panis war nun eine Runde hinter Hill Zweiter, gefolgt von Morbidelli mit zwei Runden Rückstand auf dem dritten Platz. Ein paar Runden vor Schluss hatte Panis‘ Ligier ein Ölleck und Hill überrundete ihn auf dem Weg zum Sieg ein zweites Mal. Panis blieb Zweiter, Morbidelli Dritter. Für das Footwork/Arrows-Team war es das erste Podium seit sechs Jahren. Hinter den Top Drei wurde Blundell im McLaren in seinem letzten Rennen Vierter, Mika Salo im Tyrrell Fünfter. Pedro Lamy hatte mitten im Rennen einen Dreher, erholte sich aber und belegte in seinem Minardi den sechsten Platz – sein einziger Formel-1-Punkt und Minardis letzter bis zum Großen Preis von Europa 1999. Der siebte Platz von Pedro Diniz Fortis bedeutete dessen bestes Formel-1-Ergebnis. Der achte und letzte Platz für Pacific war zugleich das beste Ergebnis seit dem Großen Preis von Deutschland 1995.
Es war erst das zweite Mal in der Geschichte der Formel 1, dass der Sieger mit zwei Runden Vorsprung gewann – das erste Mal war beim Großen Preis von Spanien 1969, als Jackie Stewart gewann.
Obwohl er es nicht schaffte, das Rennen zu beenden, war Berger durch seine Teilnahme der einzige Fahrer, der an allen elf Formel-1-Grand-Prix-Rennen in Adelaide teilgenommen hat. Er fuhr für Arrows-BMW (1985), Benetton-BMW (1986), Ferrari (1987, 1988, 1989, 1993, 1994, 1995) und McLaren-Honda (1990, 1991, 1992) und gewann das Rennen für Ferrari 1987 (sowie die Pole-Position und die schnellste Runde) und McLaren 1992.

## Meldeliste
| Team                      | Nr. | Fahrer                | Chassis         | Motor                 | Reifen |
| ------------------------- | --- | --------------------- | --------------- | --------------------- | ------ |
| Mild Seven Benetton Ford  | 01  | Michael Schumacher    | Benetton B195   | Renault 3.0 V10       | G      |
| Mild Seven Benetton Ford  | 02  | Johnny Herbert        | Benetton B195   | Renault 3.0 V10       | G      |
| Nokia Tyrrell Yamaha      | 03  | Ukyō Katayama         | Tyrrell 023     | Yamaha 3.0 V10        | G      |
| Nokia Tyrrell Yamaha      | 04  | Mika Salo             | Tyrrell 023     | Yamaha 3.0 V10        | G      |
| Rothmans Williams Renault | 05  | Damon Hill            | Williams FW17   | Renault 3.0 V10       | G      |
| Rothmans Williams Renault | 06  | David Coulthard       | Williams FW17   | Renault 3.0 V10       | G      |
| Marlboro McLaren Mercedes | 07  | Mark Blundell         | McLaren MP4/10B | Mercedes-Benz 3.0 V10 | G      |
| Marlboro McLaren Mercedes | 08  | Mika Häkkinen         | McLaren MP4/10B | Mercedes-Benz 3.0 V10 | G      |
| Footwork Hart             | 09  | Gianni Morbidelli     | Footwork FA16   | Hart 3.0 V8           | G      |
| Footwork Hart             | 10  | Taki Inoue            | Footwork FA16   | Hart 3.0 V8           | G      |
| Total Jordan Peugeot      | 14  | Rubens Barrichello    | Jordan 195      | Peugeot 3.0 V10       | G      |
| Total Jordan Peugeot      | 15  | Eddie Irvine          | Jordan 195      | Peugeot 3.0 V10       | G      |
| Pacific Grand Prix Ltd    | 16  | Bertrand Gachot       | Pacific PR02    | Ford ED 3.0 V8        | G      |
| Pacific Grand Prix Ltd    | 17  | Andrea Montermini     | Pacific PR02    | Ford ED 3.0 V8        | G      |
| Parmalat Forti Ford       | 21  | Pedro Diniz           | Forti FG01      | Ford ED 3.0 V8        | G      |
| Parmalat Forti Ford       | 22  | Roberto Moreno        | Forti FG01      | Ford ED 3.0 V8        | G      |
| Minardi Scuderia Italia   | 23  | Pedro Lamy            | Minardi M195    | Ford EDM 3.0 V8       | G      |
| Minardi Scuderia Italia   | 24  | Luca Badoer           | Minardi M195    | Ford EDM 3.0 V8       | G      |
| Ligier Gitanes Blondes    | 25  | Martin Brundle        | Ligier JS41     | Mugen-Honda 3.0 V10   | G      |
| Ligier Gitanes Blondes    | 26  | Olivier Panis         | Ligier JS41     | Mugen-Honda 3.0 V10   | G      |
| Scuderia Ferrari SpA      | 27  | Jean Alesi            | Ferrari 412T2   | Ferrari 3.0 V12       | G      |
| Scuderia Ferrari SpA      | 28  | Gerhard Berger        | Ferrari 412T2   | Ferrari 3.0 V12       | G      |
| Red Bull Sauber Ford      | 29  | Karl Wendlinger       | Sauber C14      | Ford Zetec-R 3.0 V8   | G      |
| Red Bull Sauber Ford      | 30  | Heinz-Harald Frentzen | Sauber C14      | Ford Zetec-R 3.0 V8   | G      |

## Klassifikationen

### Qualifying
| Pos. | Fahrer                | Konstrukteur       | Q1        | Q2         | Start |
| ---- | --------------------- | ------------------ | --------- | ---------- | ----- |
| 01   | Damon Hill            | Williams-Renault   | 1:15,505  | 1:15,988   | 01    |
| 02   | David Coulthard       | Williams-Renault   | 1:15,628  | 1:15,792   | 02    |
| 03   | Michael Schumacher    | Benetton-Renault   | 1:16,039  | 1:15,839   | 03    |
| 04   | Gerhard Berger        | Ferrari            | 1:15,932  | 1:16,994   | 04    |
| 05   | Jean Alesi            | Ferrari            | 15:52,653 | 1:16,305   | 05    |
| 06   | Heinz-Harald Frentzen | Sauber-Ford        | 1:16,837  | 1:16,641   | 06    |
| 07   | Rubens Barrichello    | Jordan-Peugeot     | 1:16,725  | 1:16,971   | 07    |
| 08   | Johnny Herbert        | Benetton-Renault   | 1:17,289  | 1:16,950   | 08    |
| 09   | Eddie Irvine          | Jordan-Peugeot     | 1:17,197  | 1:17,116   | 09    |
| 10   | Mark Blundell         | McLaren-Mercedes   | 1:17,348  | 1:17,721   | 10    |
| 11   | Martin Brundle        | Ligier-Mugen-Honda | 1:17,788  | 1:17,624   | 11    |
| 12   | Olivier Panis         | Ligier-Mugen-Honda | 1:18,033  | 1:18,065   | 12    |
| 13   | Gianni Morbidelli     | Footwork-Hart      | 1:18,814  | 1:18,391   | 13    |
| 14   | Mika Salo             | Tyrrell-Yamaha     | 1:18,604  | 1:19,083   | 14    |
| 15   | Luca Badoer           | Minardi-Ford       | 1:19,285  | 1:18,810   | 15    |
| 16   | Ukyō Katayama         | Tyrrell-Yamaha     | 1:18,828  | 1:19,114   | 16    |
| 17   | Pedro Lamy            | Minardi-Ford       | 1:18,875  | 1:19,114   | 17    |
| 18   | Karl Wendlinger       | Sauber-Ford        | 1:19,561  | keine Zeit | 18    |
| 19   | Taki Inoue            | Footwork-Hart      | 1:19,764  | 1:19,677   | 19    |
| 20   | Roberto Moreno        | Forti-Ford         | 1:21,419  | 1:20,657   | 20    |
| 21   | Pedro Diniz           | Forti-Ford         | 1:22,154  | 1:20,878   | 21    |
| 22   | Andrea Montermini     | Pacific-Ford       | 1:21,659  | 1:21,870   | 22    |
| 23   | Bertrand Gachot       | Pacific-Ford       | 1:22,881  | 1:21,998   | 23    |
| 24   | Mika Häkkinen         | McLaren-Mercedes   | 1:37,998  | keine Zeit | 24    |

### Rennen
| Pos. | Fahrer                | Konstrukteur       | Runden | Stopps | Zeit        | Start | Schnellste Runde |
| ---- | --------------------- | ------------------ | ------ | ------ | ----------- | ----- | ---------------- |
| 01   | Damon Hill            | Williams-Renault   | 81     | 3      | 1:49:15,946 | 01    | 1:17,943 (16.)   |
| 02   | Olivier Panis         | Ligier-Mugen-Honda | 79     | 3      | + 2 Runden  | 12    | 1:20,305 (26.)   |
| 03   | Gianni Morbidelli     | Footwork-Hart      | 79     | 2      | + 2 Runden  | 13    | 1:21,418 (12.)   |
| 04   | Mark Blundell         | McLaren-Mercedes   | 79     | 2      | + 2 Runden  | 10    | 1:21,363 (53.)   |
| 05   | Mika Salo             | Tyrrell-Yamaha     | 78     | 2      | + 3 Runden  | 14    | 1:21,392 (45.)   |
| 06   | Pedro Lamy            | Minardi-Ford       | 78     | 2      | + 3 Runden  | 17    | 1:21,677 (48.)   |
| 07   | Pedro Diniz           | Forti-Ford         | 77     | 2      | + 4 Runden  | 21    | 1:23,253 (04.)   |
| 08   | Bertrand Gachot       | Pacific-Ford       | 76     | 2      | + 5 Runden  | 23    | 1:24,139 (07.)   |
| –    | Ukyō Katayama         | Tyrrell-Yamaha     | 70     | 2      | DNF         | 16    | 1:22,790 (04.)   |
| –    | Johnny Herbert        | Benetton-Renault   | 69     | 2      | DNF         | 08    | 1:19,056 (33.)   |
| –    | Eddie Irvine          | Jordan-Peugeot     | 62     | 4      | DNF         | 09    | 1:20,563 (14.)   |
| –    | Heinz-Harald Frentzen | Sauber-Ford        | 39     | 1      | DNF         | 06    | 1:19,861 (20.)   |
| –    | Gerhard Berger        | Ferrari            | 34     | 1      | DNF         | 04    | 1:19,493 (07.)   |
| –    | Martin Brundle        | Ligier-Mugen-Honda | 29     | 1      | DNF         | 11    | 1:20,835 (29.)   |
| –    | Michael Schumacher    | Benetton-Renault   | 25     | 2      | DNF         | 03    | 1:18,199 (07.)   |
| –    | Jean Alesi            | Ferrari            | 23     | 1      | DNF         | 05    | 1:19,503 (12.)   |
| –    | Roberto Moreno        | Forti-Ford         | 21     | 0      | DNF         | 20    | 1:22,944 (07.)   |
| –    | Rubens Barrichello    | Jordan-Peugeot     | 20     | 0      | DNF         | 07    | 1:20,643 (14.)   |
| –    | David Coulthard       | Williams-Renault   | 19     | 0      | DNF         | 02    | 1:18,025 (05.)   |
| –    | Taki Inoue            | Footwork-Hart      | 15     | 0      | DNF         | 19    | 1:22,641 (14.)   |
| –    | Karl Wendlinger       | Sauber-Ford        | 8      | 0      | DNF         | 18    | 1:22,784 (04.)   |
| –    | Andrea Montermini     | Pacific-Ford       | 2      | 0      | DNF         | 22    | 1:25,242 (02.)   |
| –    | Luca Badoer           | Minardi-Ford       | 0      | 0      | DNF         | 15    | –                |
| DNS  | Mika Häkkinen         | McLaren-Mercedes   | –      | –      | –           | 24    | –                |

Anmerkungen
1. ↑  Häkkinen konnte aufgrund eines Unfalles im ersten Teil des Qualifying nicht am Rennen teilnehmen.

## WM-Stände nach dem Rennen
Die ersten sechs Fahrer eines Rennens bekamen 10, 6, 4, 3, 2 und 1 Punkt(e).

### Fahrerwertung
| Pos. | Fahrer                   | Konstrukteur       | Punkte |
| ---- | ------------------------ | ------------------ | ------ |
| 01   | Michael Schumacher       | Benetton-Renault   | 102    |
| 02   | Damon Hill               | Williams-Renault   | 69     |
| 03   | David Coulthard          | Williams-Renault   | 49     |
| 04   | Johnny Herbert           | Benetton-Renault   | 45     |
| 05   | Jean Alesi               | Ferrari            | 42     |
| 06   | Gerhard Berger           | Ferrari            | 31     |
| 07   | Mika Häkkinen            | McLaren-Mercedes   | 17     |
| 08   | Olivier Panis            | Ligier-Mugen-Honda | 16     |
| 09   | Heinz-Harald Frentzen    | Sauber-Ford        | 15     |
| 10   | Mark Blundell            | McLaren-Mercedes   | 13     |
| 11   | Rubens Barrichello       | Jordan-Peugeot     | 11     |
| 12   | Eddie Irvine             | Jordan-Peugeot     | 10     |
| 13   | Martin Brundle           | Ligier-Mugen-Honda | 7      |
| 14   | Gianni Morbidelli        | Footwork-Hart      | 5      |
| 15   | Mika Salo                | Tyrrell-Yamaha     | 5      |
| 16   | Jean-Christophe Boullion | Sauber-Ford        | 3      |
| 17   | Aguri Suzuki             | Ligier-Mugen-Honda | 1      |
| 18   | Pedro Lamy               | Minardi-Ford       | 1      |

| Pos. | Fahrer                 | Konstrukteur     | Punkte |
| ---- | ---------------------- | ---------------- | ------ |
| 19   | Pierluigi Martini      | Minardi-Ford     | 0      |
| 20   | Ukyō Katayama          | Tyrrell-Yamaha   | 0      |
| 21   | Pedro Diniz            | Forti-Ford       | 0      |
| 22   | Massimiliano Papis     | Footwork-Hart    | 0      |
| 23   | Luca Badoer            | Minardi-Ford     | 0      |
| 24   | Taki Inoue             | Footwork-Hart    | 0      |
| 25   | Andrea Montermini      | Pacific-Ford     | 0      |
| 26   | Bertrand Gachot        | Pacific-Ford     | 0      |
| 27   | Domenico Schiattarella | Simtek-Ford      | 0      |
| 28   | Karl Wendlinger        | Sauber-Ford      | 0      |
| 29   | Nigel Mansell          | McLaren-Mercedes | 0      |
| 30   | Jan Magnussen          | McLaren-Mercedes | 0      |
| 31   | Jos Verstappen         | Simtek-Ford      | 0      |
| 32   | Roberto Moreno         | Forti-Ford       | 0      |
| 33   | Gabriele Tarquini      | Tyrrell-Yamaha   | 0      |
| 34   | Jean-Denis Delétraz    | Pacific-Ford     | 0      |
| –    | Giovanni Lavaggi       | Pacific-Ford     | 0      |

### Konstrukteurswertung
| Pos. | Konstrukteur       | Punkte |
| ---- | ------------------ | ------ |
| 01   | Benetton-Renault   | 137    |
| 02   | Williams-Renault   | 112    |
| 03   | Ferrari            | 73     |
| 04   | McLaren-Mercedes   | 30     |
| 05   | Ligier-Mugen-Honda | 24     |
| 06   | Jordan-Peugeot     | 21     |
| 07   | Sauber-Ford        | 18     |

| Pos. | Konstrukteur   | Punkte |
| ---- | -------------- | ------ |
| 08   | Footwork-Hart  | 5      |
| 09   | Tyrrell-Yamaha | 5      |
| 10   | Minardi-Ford   | 1      |
| 11   | Forti-Ford     | 0      |
| 12   | Pacific-Ford   | 0      |
| 13   | Simtek-Ford    | 0      |

Anmerkungen
1. 1 2  Benetton-Renault und Williams-Renault erhielten beim Großen Preis von Brasilien keine Konstrukteurspunkte (zehn bzw. sechs) wegen Verwendung nicht regelkonformen Treibstoffs.